# Liste der Monuments historiques in Schleithal
Die Liste der Monuments historiques in Schleithal führt die Monuments historiques in der französischen Gemeinde Schleithal auf.

## Liste der Objekte
| Bezeichnung                | Beschreibung                                        | Standort                           | Kennzeichnung | Schutzstatus | Datum | Bild           |
| -------------------------- | --------------------------------------------------- | ---------------------------------- | ------------- | ------------ | ----- | -------------- |
| Kanzel                     | Holz, 18. Jahrhundert                               | in der Kirche St-Barthélémy (Lage) | PM67000310    | Classé       | 1972  | weitere Bilder |
| Gemälde Vierzehn Nothelfer | Ölfarbe auf Leinwand, 18. Jahrhundert               | in der Kirche St-Barthélémy (Lage) | PM67000309    | Classé       | 1972  |                |
| Zwei Seitenaltäre          | Holz, farbig gefasst und vergoldet, 18. Jahrhundert | in der Kirche St-Barthélémy (Lage) | PM67000308    | Classé       | 1972  |                |
| Zwei Beichtstühle          | Holz, 18. Jahrhundert                               | in der Kirche St-Barthélémy (Lage) | PM67000311    | Classé       | 1972  | weitere Bilder |